# Gew 43
43호 소총(독일어: Gewehr 43; G43) 또는 43호 기총(독일어: Karabiner 43)은 1943년 독일에서 채용된 반자동소총이다.

## 개발경위
19세기 말부터 각국에선 자동장전식 소총, 다시 말해 반자동소총의 개발이 성행하게 되었는데 강력한 탄약을 사용하는 보병총의 자동화는 꽤나 곤란한 문제였다. 1896년에 C96 자동권총을 완성한 파울 마우저가 연구를 계속 진행하였지만 시험사격 도중 사고로 왼쪽눈을 잃고 아무런 성과없이 1914년 사망했다. 이후 제 1차 세계 대전과 함께 반자동소총은 더욱 주목을 받게 된다. 이는 당시 막 실용화 된 군용항공기에서 사용하기 위함이었는데, 개전 초기 군용기는 아직 기관총을 탑재하지 않았으며 그저 항공병이 수동식소총으로 지상의 적과 서로 쏘아대는 상태였기 때문이다. 거기서 군은 보다 속사가 가능한 소총을 필요로 하였고 스위스 SIG사의 몬드라곤 M1908 반자동소총을 Flieger-selbstlader-karabiner 15(15형 항공병용자동장전기병총)으로 채용, 수입하였다. 또한 마우저사에서도 연구가 계속되었고 역시 항공기나 비행선의 탑승병용으로 Slebstlader Mod.1916(1916형 자동장전총)이 완성된다. 이 두 총의 채용은 지상전만큼이나 악조건에서 사용하는게 아닌 항공병용이었기 때문에 가능했던 것이다. 총에 들어가는 작동장치의 복잡성이나 중량, 저조한 정확도는 지상보병총으로는 중대한 결점이었다. 그 후 항공기에 기관총이 탑재되면서 공중전에서 소총은 사용되지 않게 되었으며, 보병용 반자동소총 연구는 계속되었지만 중량증가나 먼지, 진흙에 취약한 결점과 더욱이 군에서 반자동소총을 사용한 병력의 규모조차 확정하지 않았던 것과 겹쳐지며 신형총개발은 다사다난을 겪어야만 했다.

## G43의 등장
제1차세계대전 종결 후 독일은 베르사유조약의 제약으로 반자동소총의 연구, 개발을 중단해야만 했고 본격적으로 개발에 착수하게 된 것은 1930년대 중반이 되어서였다. 마우저사에선 G35, 발터사에선 A115등 여러 가지 시험작품이 제작되었는데 모두 이렇다 할 성과는 내지 못하고 중단되었다. 그 중 특히 흥미로운 건 하인리히 폴머가 개발한 폴머M35A 반자동소총이다. 탄약에 중(中)형탄을 사용하여 속사가 가능했던 M35A는 M35Ⅲ형까지 개량을 거듭하며 충분한 성능을 보여주었지만 제2차세계대전 직전인 1939년 개발중지 명령이 떨어졌다. 여기엔 비용문제나 당시 주력소총이던 Kar98k의 생산집중을 위해, 그리고 중형탄이나 자동소총에 대한 군부의 뿌리깊은 몰이해를 지적할 수 있다. 그러면서도 군은 반자동소총 개발을 완전히 포기했던 건 아니었고 1940년엔 마우저사와 발터사에 설계조건을 제시하며 시험제작을 명령한다. 이에 대하여 두 회사가 각각 제시하여 반자동소총을 제작 Gewehr41 (M), Gewehr41 (W)로 이름짓고 1942년엔 실전투입을 시행하였다. 그 결과 보다 좋은 성적을 보인 발터사 G41 (W)가 1942년 12월 2일에 Gewehr41 (G41)로 제식채용되었다. 하지만 그 자동장전가스시스템 등에 의한 문제가 많았고 군은 발터사에 개량을 촉구했다. 그런데 1941년 6월 발발한 독소전(獨蘇戰)에서 독일군은 붉은군대의 많은 무기를 노획했고, 그 중 토카레프 M1940 반자동소총 (SVT-40)이나 시모노프 M1936 반자동소총 (AVS-36)등 소련제 반자동소총도 있었는데 발터사가 이것들을 충분히 연구한 것은 틀림없었으며 매우 흡사한 가스압력 이용시스템을 G41에 투여하게 됨으로써 Gewehr 43이 완성되었다.

## 생산
정식으로 G43이 채용된 건 1943년 4월 30일이었는데 생산이 개시된 건 10월부터였다. 1943년엔 발터사만 생산을 담당했으나 1944년엔 베를린 류 베커사와 구스트로프사가 추가되었다. 생산 수에 관해서는 당시 기록들이 불완전한 것 밖에 남아있지 않지만 총에 새겨진 일련 번호를 집계하여 조사한 결과에 의하면 모든 메이커합계 462,000정으로 추정된다. 이 내역에서 최대 생산자는 역시 발터사로 225,500정, 베를린 류 베커사가 194,000정, 구스트로프사가 40,500정이다. 처음 생산품에는 기관부 왼쪽면에 G.43으로 각인을 새겼는데. 1944년 4월 25일부로 제식명칭이 Karabiner 43으로 변경돼서 이후 생산품엔 K.43으로 새겨져 있다. 위의 생산수는 G.43, K.43모두 합친 것이다. K.43은 G.43의 단축형으로 5cm짧다던지 생산공정 생략형이라는 정보가 널리 퍼져 있는데 이는 오해다. 분명 대전말기 생산품엔 어느 정도 공정생략도 발견되지만 이는 명칭과는 관계없이 실행된 것으로, 현존하는 두 모델 모두 각인 이외엔 커다란 차이를 발견할 수 없다.

## 특징
G43의 매커니즘은 간단히 말하자면 G41에 채용된 플랩록식 로킹메커니즘에 토카레프 등 소련제 반자동소총과 유사한 가스피스톤 방식에 의한 자동장전 시스템을 더한 것이다. 탄약의 장전방식은 고정탄창식인 G41에서 탈착탄창식으로 개량되었고 10발들이탄창을 아래에서 장전할 수 있었다. 총검 장착장치는 모두 폐지되고 기관부후단 오른쪽면에 조준경용 레일이 표준장비가 되었다.

## 저격총으로 활용
폴란드전 이후부터 이미 전선에선 스코프가 달린 소총에 대한 요구도가 높았다. 이에 대해 군은 Kar98k와 ZF41스코프를 조합해 제식화하였으나 계속 성능이 기대치에 못 미쳤다. 이 때문에 군용저격총으로서는 Kar98k에 민간용스코프를 장착한 것에 의존해야만 했는데, 이 저격소총은 스코프자체가 절대적으로 부족했으며 Kar98k를 개조, 조정하는데 많은 수고를 들여야하는 등 만성적인 저격소총 부족문제를 해결할 수는 없었다.  즉, 같은 시기에 신개발되고, 생산에 적합한 군용제식 라이플스코프 GwZF4(Gewehr zielfernrohr 4-fach :4배율소총용조준경)를 조합함으로써 저격총의 대량생산을 가능하게 할 것이라 기대했다.

## 등장하는 미디어 작품
- 맨 오브 워 - 팔쉬름예거가 스코프 장착형을 장비하고 있다.
- 메달 오브 아너: 얼라이드 어썰트 확장팩 스피어헤드 - 스코프장착형을 입수 가능
- 콜 오브 듀티: 유나이티드 오펜시브, 콜오브듀티 월드 앳 워 - 일반형
- 컴퍼니 오브 히어로즈 - 전차 군단 진영의 유닛 기갑척탄병이 업그레이드로 사용 가능
- 컴퍼니 오브 히어로즈 2 - 국방군 진영의 척탄병, 기갑척탄병이 업그레이드로 사용 가능, 저격수는 기본 무장으로 장비하고 있다.
- 월드워 히어로즈 - 그레딧으로 구매해 사용가능,가성비 좋아서 무과금 유저들이 환호하는 총

## 참고 문헌
- Weaver, W.Darrin, Hitler’s Garands GERMAN SELF-LOADING RIFLES of WORLD WAR II, Collector Grade Publications, Inc, 2001
- Götz, Hans Dieter, GERMAN MILITARY RIFLES AND MACHINE PISTOLS 1871-1945, Schiffer Publishing, Ltd, 1990
- Senich, Peter R., The German Sniper 1914-1945, Paradin Press, 1982

## 같이 보기
- G41 반자동소총
- Stg44
- 제2차 세계 대전의 화기 목록